# Matiguás
Matiguás là một khu tự quản thuộc tỉnh Matagalpa, Nicaragua. Khu tự quản Matiguás có diện tích 1532 ki lô mét vuông. Đến thời điểm năm 2005, huyện Matiguás có dân số 41127 người.